# Anandra
Anandra es un género de escarabajos longicornios de la tribu Agapanthiini. Fue descrito por Carl Gustaf Thomson en 1864.

## Especies
- Anandra albomarginata (Pic, 1927)
- Anandra albovittata Breuning, 1940
- Anandra basilana Breuning, 1974
- Anandra bilineaticeps Pic, 1939
- Anandra capriciosa J. Thomson, 1864
- Anandra celebensis Breuning, 1966
- Anandra griseipennis Breuning, 1956
- Anandra griseipennis floresica Gilmour & Breuning, 1963
- Anandra laterialba Breuning, 1943
- Anandra latevittata Breuning, 1959
- Anandra pseudovittata Breuning, 1961
- Anandra strandi Breuning, 1940